# Reno Tiede
Reno Tiede (* 16. März 1990 in Rostock) ist ein deutscher Goalballer und Träger des Verdienstordens des Landes Mecklenburg-Vorpommern.

## Karriere
1996 begann Tiede als Fußballer bei SG Recknitz-Ost Thelkow, musste jedoch 2020 damit aufhören, da er ab dem achten Lebensjahr nach und nach seine Sehkraft verlor. Inzwischen verfügt er aufgrund eines Gendefekts nur noch über etwa ein Prozent an Sehkraft.
Von 2010 bis 2014 war er Vorstandsvorsitzender bei der SSG Blista Marburg und ist nun geschäftsführender Vorstand bei AktivGOAL und Referent für den Verband für Behinderten- und Rehabilitationssport MV. In Kooperation mit Hansa Rostock hat Tiede 2014 den Rostocker Goalballclub Hansa e.V. (RGC) gegründet, dessen erster Vorstandsvorsitzender er weiterhin ist, nachdem er bereits 2013 die Goalball-Bundesliga mitgegründet hat.

## Sportliche Erfolge

### National
Seit 2007 ist Tiede festes Mitglied der deutschen Nationalmannschaft, wurde zweimal Deutscher Meister, dreimal Deutscher U19-Meister und ist zweifacher Torschützenkönig in der Bundesliga. 2018 und 2019 wurde er zu 
Mecklenburg-Vorpommerns Para-Sportler des Jahres gekürt.

### International
Tiede nahm mit der deutschen Nationalmannschaft an den Paralympischen Spielen 2016 in Rio de Janeiro und 2020 in Tokio teil. Bereits 2007 wurde er U19-Weltmeister in Colorado. 2017 wurde er Vize-Europameister in Finnland, 2018 Vize-Weltmeister und 2019 Europameister, als er die EM als Organisationschef nach Rostock geholt hat.

## Privates
Reno Tiede hat Business Administration an der Philipps-Universität Marburg studiert.
2020 wurde Tiede von Ministerpräsidentin Manuela Schwesig der Verdienstorden des Landes Mecklenburg-Vorpommern verliehen. Seine Lebensgefährtin Charlotte Kaercher ist ebenfalls Goalballerin und gehörte zum EM-Organisationskomitee 2019. Die beiden haben zusammen seit 2018 einen Sohn, Kilian, der in Rostock geboren wurde. Reno Tiede ist Linkshänder.